# 史学史
史學史以研究历史学的發展過程為主。不同時代中的历史学，反映相異時代的历史观，呈現人類思想史的發展過程。人类历史上各个时代记录的历史，反映了当时人们的思想观念，作者的观察、写作形式、偏见、对历史事件的解读等。由于研究历史的方法在不同时代和不同地域也有相当大的区别，对史学史也不可能有一个非常确切、能被所有人同意的统一定义。
史学史的研究起码要包括两个方面，首先要研究不同时代不同文化条件下，历史学作为一种学术的的发展情况，同时要研究在上述条件下对历史的研究方法、工具等。有的史学家认为史学史只研究历史是如何写成的，而不牵涉任何历史事件，只牵涉到历史学家如何解读这些事件。但实际上已经牵涉到历史事件了。

## 概述
史学史研究主要解决如下的问题： 
1. 历史学家作品依赖的来源是否可靠？作者的信誉如何？有无任何偏见？
2. 历史作家是否属于某学术派别，如有的作者是属于年鉴学派，有的是马克思主义者等等。
3. 作家的道德标准，他们如何确定褒贬的界限？
4. 对真实事件是否有修正？
5. 并不是和历史事件同时记录，而是后来补记的历史。

## 荷馬的史詩
人類總把理想中的事物和人物塗抹上一層神奇的色彩，荷馬的史詩中把永生的神和凡人雜揉在一塊，勾勒出一連串驚心動魄的故事，我們看荷馬的史詩是神話，但它同時也是西洋歷史學的濫觴。從交戰的過程中可以得知古代民族的戰爭生活以及他們的人生觀、英雄觀、價值觀。
當時社會生產條件的落後，使得希臘人在面對自然時往往會感到無能為力，他們藉由神話把自然的巨大影響力給具像化，所以希臘諸神都具有其獨立的職業。因此故事中的諸神可視作一種對自然力量的迷信和崇拜。荷馬史詩雖具由完整的內容和清晰的脈絡，但相較於成熟的史學還有一段差距。
首先，荷馬的史詩只是描繪英雄的故事，而無一般平民的紀錄，裡面即便是只出現一次的小角色也有顯赫的身世。然重要人物的描寫也僅止於奧德修斯、阿奇里斯等超級菁英，在故事中奴隸的地位甚至如同牲畜。再者，也許是對於這些英雄和神人時間顯得微不足道，因此這些故事沒有完整時間觀念，故事中僅提到「曙光呈現」、「夜幕降臨」等關於晝夜分別的辭彙，因此打了十年的仗在故事中卻像幾天一般。當然，我們可以藉由的現實的地理去理解這個問題，希臘半島的地理環境與大河流域孕育的民族不太一樣，他們不需要像務農的埃及人一樣須推估尼羅河的氾濫，所以希臘人注重的不是人與自然的關係，而是人與人之間的關係。不同的歷史意識，才使得荷馬史詩是以敘事體而非編年體的方式表達。
由此，柯靈烏認為荷馬的史詩只能稱得算是一部半歷史（Quasi-history），不過做為一個西洋史學的源流，時間觀念的薄弱仍不影響其地位。大體而言，荷馬史詩主題鮮明、內容連貫，他的「敘事體」更成了古希臘史學的一種特色。而史詩中洋溢的「樂觀主義」與「英雄主義」，即是希臘人蓬勃向上，不屈於命運的個性。西洋史學就在這種無拘無束的大膽想像和盪氣迴腸的英雄氣概中展開序幕。

## 希臘的史學發展
希臘史學的第二波高潮在希羅多德 (484–425 BCE) 的筆鋒下展開，他因為著了《歷史》因而被譽為「歷史之父」，他曾說他寫該書是「為了使希臘人和異邦人的那些值得讚嘆的豐功偉業不致失去他們的光彩，特別是為了把他們發生紛爭的原因給記錄下來。」這說明希羅多德的寫作多少帶有給後人啟示的意念。他雖以宏觀的視野和求真的精神贏得後人的讚賞，但仍有一些缺陷，第一、他對歷史的進程的看法時而迷失在奇聞軼事之中，雖有豐厚的史實卻有「閎而不純，詳而不精」的弊病，他自知此點，因此告誡讀者說：「我的職責是把我所聽到的每一件事記錄下來，雖然我並沒有義務來相信每一件事情。」第二、他經常將拿發生於不同時代的事件來對比，這顯然也不符合史家的要求。第三、誠如上述兩點，因此希羅多德在分析、判斷史料不夠果斷，還無法徹底擺脫「說書家」的表象。
後來的修昔底的斯 (c. 460 – c. 400 BC)又比希羅多德高出一籌，他撰寫《伯羅奔尼撒戰爭史》已經有明確的歷史觀，在動機上他和希羅多德一樣有啟示性。但修昔底德與希羅多德不同，他認為歷史是人類選擇和行動的產物，並著眼於因果關係，而不是神聖干預的結果。他還是第一個區分事件原因和直接起因的史家，而他的繼任者色諾芬（約前431年– 355年）在他的《絕唱》中介紹了自傳元素和性格研究。對於史料方面，他寫道：「這部歷史著作讀起來可能無法引人入勝，因為書中缺少虛構的故事。」又說：「我所描述的事件：不是我親自看見的，就是我從那些親自看見這些事情的人那裡聽到後，經過我仔細考核過了」，他只希羅多德晚二十年，但有巨大的進步，希羅多德只是提醒讀者辨別真偽而修昔底的斯是親自驗證事實。這樣的態度為史料批判是為史家誕生的基石，後來被譽為「歷史家中的歷史家」的波里比阿 (c. 203 – 120 BCE) 承襲此風，他說：「真實對於歷史，就如同人的眼睛一樣重要，人若沒有了眼睛將終身殘疾；歷史缺乏真實即成無稽之談。」

## 羅馬史學的實用
羅馬的史學一方面受到希臘史學的影響，一方面羅馬的社會條件、政治制度、民族心理也讓自己具備獨特的史學精神。羅馬的史學是屬於實用主義的史學，其最早的代表即是波里比阿，他是希臘人，被俘擄到羅馬城後，目睹羅馬從彈丸小邦成為泱泱大國的過程，受到刺激便開始了他的歷史寫作，他已經具有追索歷史演變動因的思辨色彩，也有意對歷史意義進行探索，他寫道：「歷史研究是政治生活的一種訓練。」古希臘人看待歷史是以保存人類功業的目的出發，是以較少注意歷史對於現實的指導作用，而羅馬人的史學則展現「條條大路通羅馬」的大度。原因在於羅馬原是一個小城邦，經過幾百年的擴張、兼併，終成為一個大帝國，到共和時期和帝制時代時政治上相對穩定，使歷史學家有一個總結歷史，反思當前政治的機會。

## 中古時期的天命
中古時期的歷史家改用宗教的方法解釋歷史，帶有喜怒哀樂的諸神已不復存在，取而代之的是無所不能的上帝，聖奧古斯丁的《天主之城》突顯了上帝和人的尊卑關係，構成了中世紀歷史觀念的主體。

## 研究歷史的門徑
- 年鑑學派
- 比較歷史
- 解構
- 外交史
- 經濟史
- 性別史
- 歷史人物
- 思想史
- 馬克思分析
- 宏觀歷史
- 微觀歷史
- 軍事史
- 貨幣史
- 口述歷史
- 古文字
- 政治史
- 社會史